# Latimer Road (metrostation)
Latimer Road is een station van de metro van Londen aan de Hammersmith & City Line en de Circle Line. Het metrostation, dat in 1868 is geopend, ligt in de wijk Kensington.

## Geschiedenis
Het station werd geopend op 16 december 1868 bij de aansluiting op de Hammersmith & City Railway (eigendom van de Great Western Railway) van een verbindingsspoor naar de West London Railway (WLR) (tussen Willesden Junction en Addison Road (nu Kensington (Olympia)). Diensten van en naar Addison Road werden uitgevoerd over dit verbindingsspoor en de WLR totdat ze in 1940 werden gestaakt. De lijn tussen Latimer Road en Uxbridge Road werd toen gesloten en de verhoogde rijbaan opgebroken. De overblijfselen van dat stuk spoor zijn te zien vanaf het westelijke uiteinde van het oostelijke perron, dat nu een beveiligde relaisruimte herbergt.
In juli 2010 werd het oostelijke spoor 2 gesloten om te beginnen met verbouwingswerkzaamheden om het station geschikt te maken voor het S-materieel dat vanaf 2012 op de Circle en Hammersmith & City-line werd geïntroduceerd. Het S-materieel heeft zeven bakken in plaats van zes zoals de voorgangers. Het werk werd uitgevoerd door Volker Rail dat door Transport for London was ingehuurd om beide perrons te herbouwen. De oorspronkelijke begroting bedroeg 7 miljoen pond, maar tijdens de werkzaamheden bleken de bogen onder de perrons en de tralieliggers op de brug over Bramley Road in slechte staat en was er sprake van verzakkingen in de stationshal op de begane grond, waarop de plannen werden aangepast.
Op maandag 17 januari 2011 werd het station in verband met de werkzaamheden gedurende 14 weken volledig gesloten. Het oostelijke perron werd als eerste heropend en de heropening van het perron aan de westkant volgde op 1 augustus 2011 waarna het station weer geheel ingebruik kwam. De stationsingang moest herbouwd worden nadat de funderingswerkzaamheden waren uitgevoerd, van 5 oktober 2014 tot 3 november 2014 stopten de metro's naar het oosten niet op het station in verband met renovatiewerkzaamheden aan de trap tussen de stationshal en het westelijke perron.

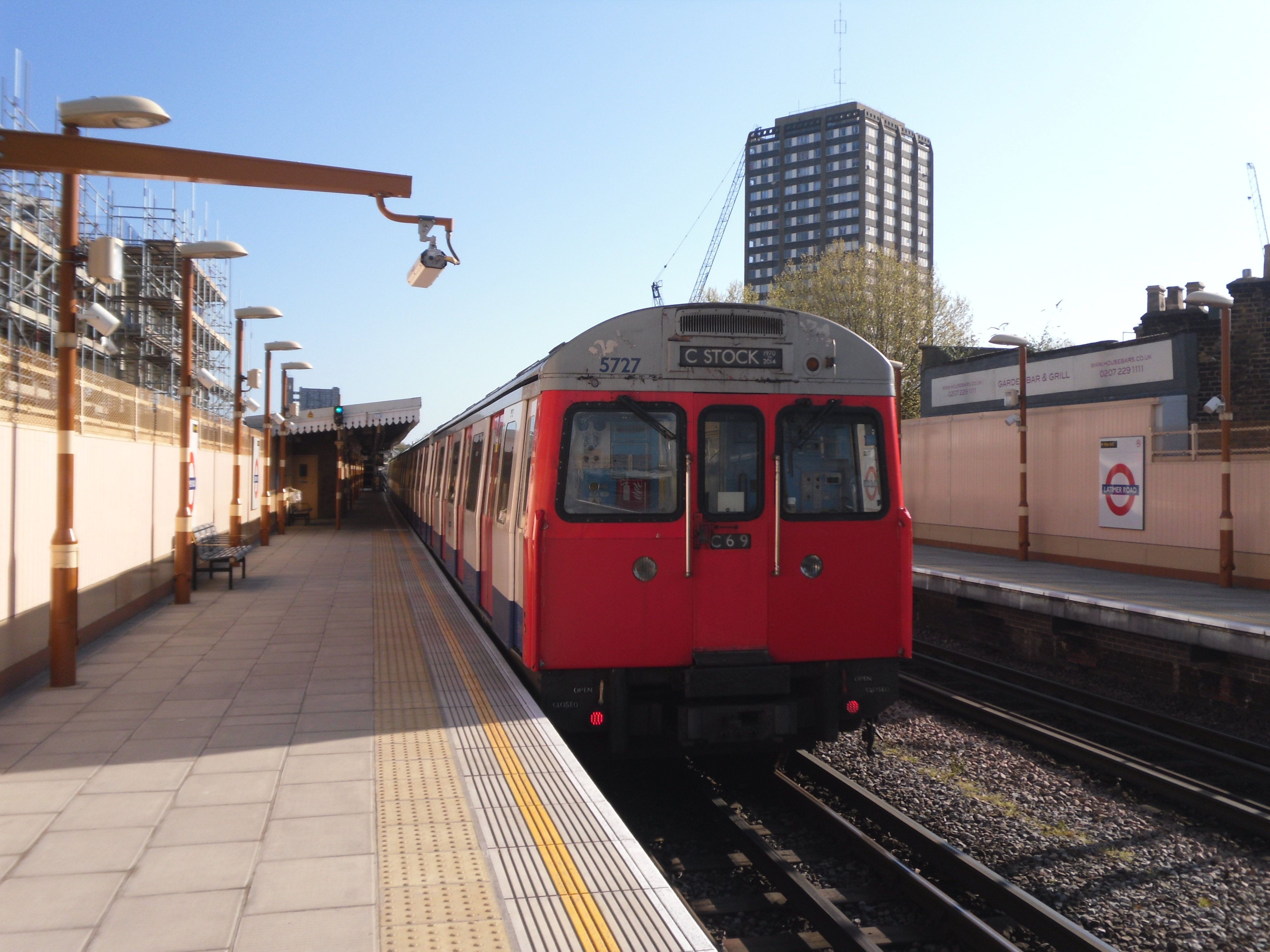
Materieel C in 2014 op weg naar het noorden.
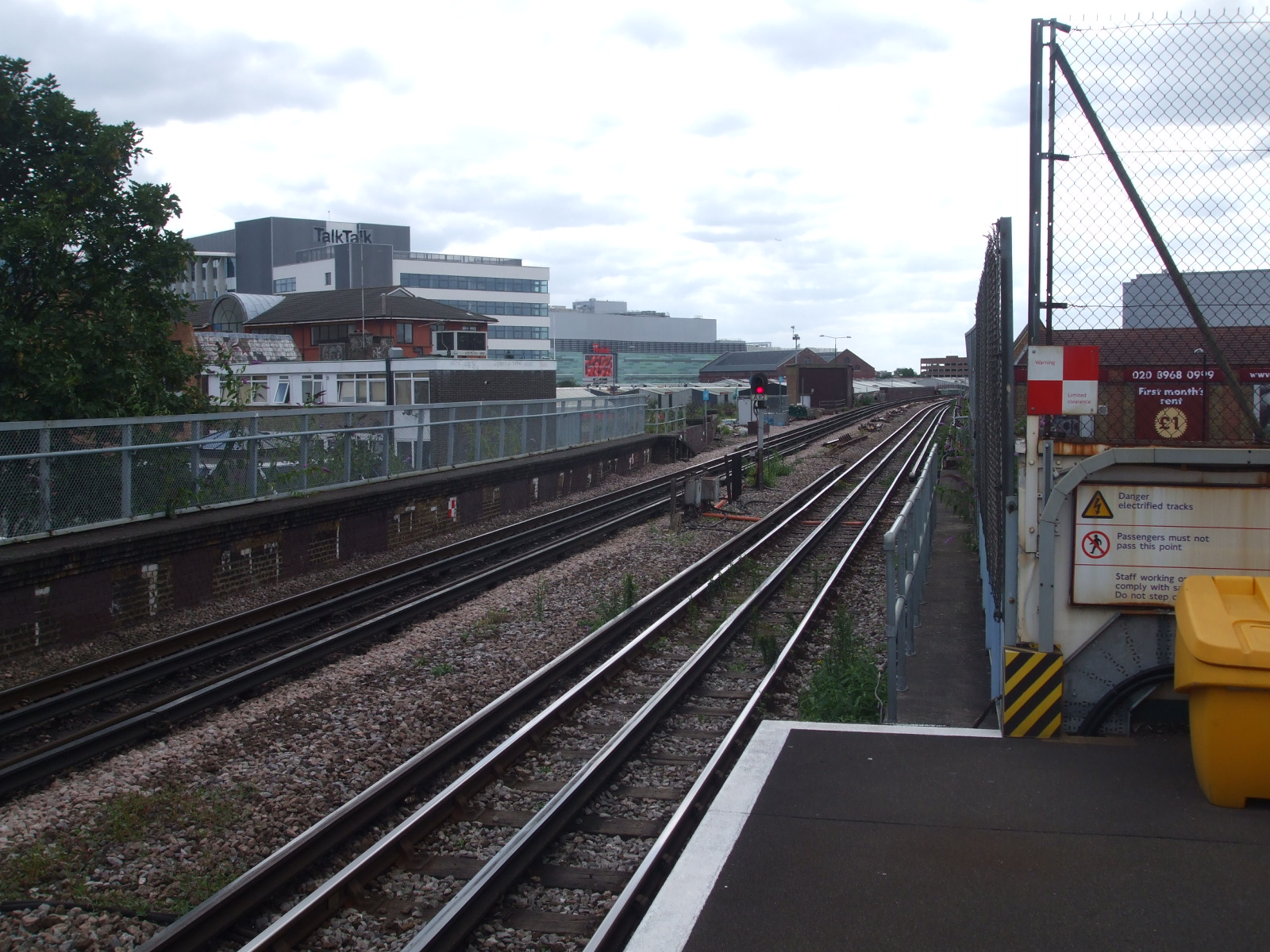
De vroegere aftakking naar de West London Railway.
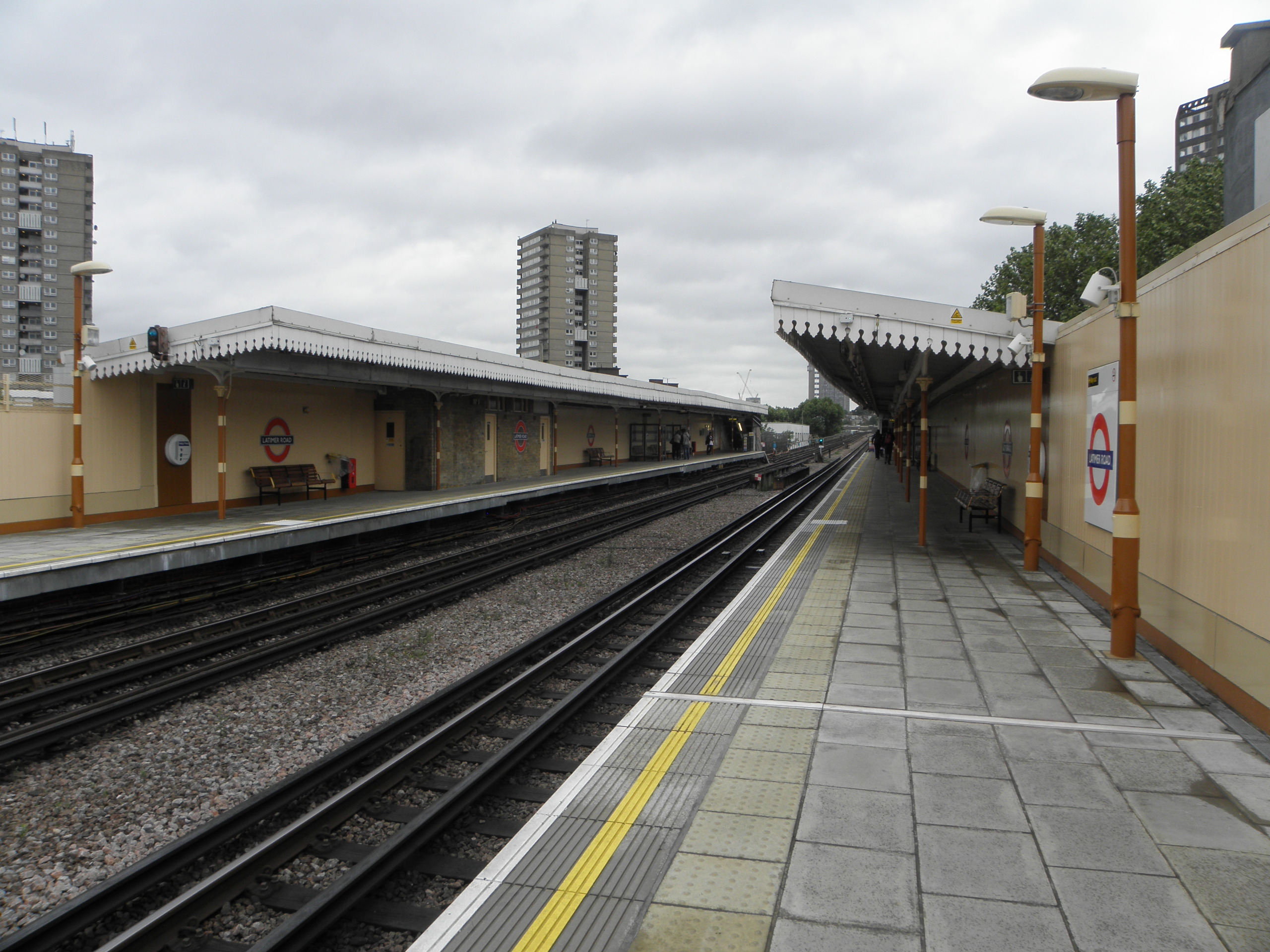
Perrons met de 19e-eeuwse kappen.

## Ligging en inrichting
Het station ligt, ongebruikelijk, niet aan de naamgevende Latimer Road die ongeveer 500 meter noordwestelijker ligt aan de andere kant van de Westway Flyover (A40). Voor de bouw van de verhoogde Westway liep Latimer Road liep verder naar het zuiden en lag dichter bij het station. De aanleg van de verhoogde weg vereiste de sloop van het midden deel van Latimer Road en het stuk ten zuiden van de westway werd omgedoopt in Freston Road. Ondanks deze omdoping van het zuidelijke deel van de weg, behield het station zijn oorspronkelijke naam. De weg is genoemd naar Edward Latymer, die het land naliet om de weg aan te leggen om de door hem opgerichte school in Hammersmith, de Latymer Upper School, te helpen financieren. Freston is de naam van het voorouderlijke dorp in Suffolk van de familie Latymer.
De stationshal aan Latimer Road bevindt zich op de begane grond tussen de bogen van het viaduct dat de sporen erboven draagt. In de hal staan 2 kaartautomaten, de grotere is een zogeheten Multi Fare Machine (MFM) die bankbiljetten accepteert £ 20 en geeft wisselgeld van 10p, 50p, £ 1 en £ 2 munten. De kleinere automaat, bekend als Advance Fare Machine (AFM), geeft geen wisselgeld en accepteert te veel betaalde bedragen tot 30 pence. Beide machines accepteren de meeste gangbare creditcards en betaalpassen. Om fraude te helpen bestrijden, kunnen afzonderlijke kaarten echter slechts eenmaal per dag worden gebruikt. Deze machines zijn de standaard voorziening van de London Underground op alle door LU geëxploiteerde stations. De actuele informatie over de metrodiensten wordt op schermen weergegeven en wordt bijgewerkt door de verkeersleiding van de metro.
Er zijn 5 intercoms voor hulp op het station, 1 in de stationshal op de begane grond en 2 op elk perron. Deze communicatieapparatuur is verbonden met de meldkamer op het station van Ladbroke Grove. Ze worden meestal gebruikt door klanten om erachter te komen waar of wanneer hun volgende metro moet vertrekken, maar kunnen in geval van nood ook worden gebruikt om contact op te nemen met het personeel of de politie. De perrons zijn toegankelijk via trappen en zijn nog goeddeels in oorspronkelijke staat met eenvoudige houten kappen.
Hammersmith · 
Goldhawk Road · 
Shepherd's Bush Market ·
Wood Lane · 
Latimer Road · 
Ladbroke Grove · 
Westbourne Park · 
Royal Oak · 
Paddington · 
Edgware Road · 
Baker Street · 
Great Portland Street · 
Euston Square · 
King's Cross St. Pancras · 
Farringdon · 
Barbican · 
Moorgate · 
Liverpool Street · 
Aldgate East · 
Whitechapel · 
Stepney Green · 
Mile End · 
Bow Road · 
Bromley-by-Bow · 
West Ham · 
Plaistow · 
Upton Park · 
East Ham · 
Barking
Hammersmith · 
Goldhawk Road · 
Shepherd's Bush Market · 
Wood Lane · 
Latimer Road · 
Ladbroke Grove · 
Westbourne Park · 
Royal Oak · 
Paddington · 
Edgware Road · 
Baker Street · 
Great Portland Street · 
Euston Square · 
King's Cross St. Pancras · 
Farringdon · 
Barbican · 
Moorgate · 
Liverpool Street · 
Aldgate · 
Tower Hill · 
Monument · 
Cannon Street · 
Mansion House · 
Blackfriars · 
Temple · 
Embankment · 
Westminster · 
St. James's Park · 
Victoria · 
Sloane Square · 
South Kensington · 
Gloucester Road · 
High Street Kensington · 
Notting Hill Gate · 
Bayswater · 
Paddington · 
Edgware Road